# Valley of Jehosaphat
 (juillet 2021).
Albums de Augustus Pablo
Heartical chart
(1993) Dubbing with the Don
(2001)
Valley of Jehosaphat est un album d'Augustus Pablo sorti en 1999. Il s'agit du dernier album paru de son vivant.

## Liste des titres
1. Kushites
2. Kushites dub
3. Valley of Jehosaphat
4. Jah Express
5. Sky gazer
6. Foggy mountain
7. Chalawa
8. 3rd generation
9. Omega Africa
10. Internal struggle
11. Sea shell dub
12. Burning drums
13. Sleeping chariots
14. Ethiopian Binghi drums
15. Lymphatic time